# Litsea filipedunculata
Litsea filipedunculata är en lagerväxtart som beskrevs av André Joseph Guillaume Henri Kostermans. Litsea filipedunculata ingår i släktet Litsea och familjen lagerväxter. Inga underarter finns listade i Catalogue of Life.